# Neopul
La Neopul, Sociedade de Estudos e Construções, S. A., más conocida por la designación NEOPUL o Neopul, es una empresa portuguesa de ingeniería y construcción ferroviaria e hidráulica. Se presenta, actualmente, como parte del grupo Somague.

## Historia y características

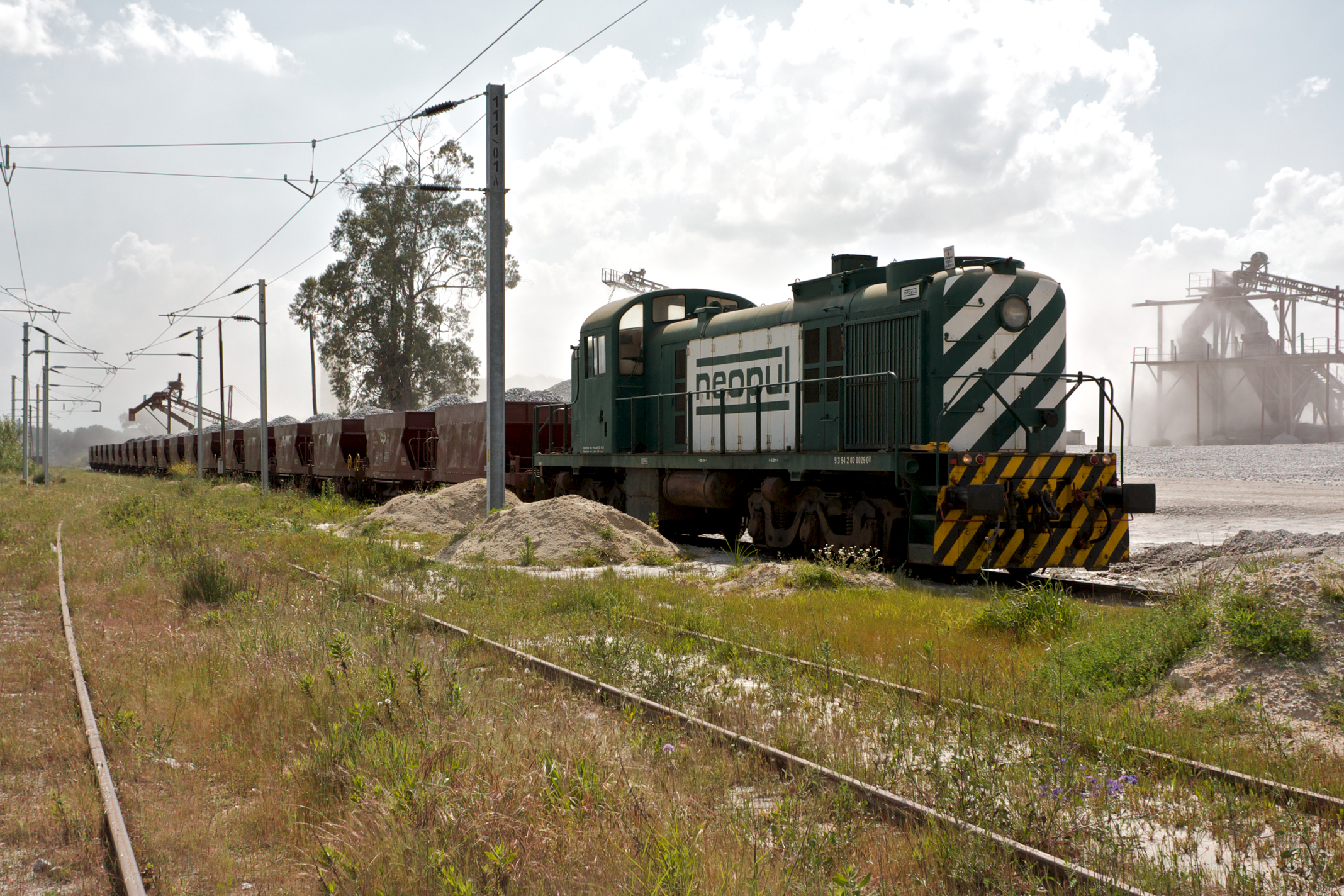
Antigua locomotora n.º 1502 de los Caminhos de Ferro Portugueses, con el esquema de colores de Neopul, en la Estación de Monte das Flores.

Esta empresa inició sus operaciones en 1983, se convirtió en parte del grupo SOMAGUE en 2002.
La NEOPUL se caracteriza como una sociedad anónima, con sede en Sintra, cuya principal actividad se relaciona con las infraestructuras ferroviarias, como vías, señalización, mantenimiento, puentes y túneles, y en estructuras hidráulicas, como tratamiento, recogida y monitorización de aguas.
Aunque su principal área de actuación está en Portugal, también efectuó varios servicios en Irlanda y en España.